# دارين هال (لاعب كرة الريشة)
دارين هال (بالإنجليزية: Darren Hall) هو لاعب كرة الريشة بريطاني، ولد في 25 أكتوبر 1965 في Walthamstow ‏ في المملكة المتحدة.

## وصلات خارجية
- دارين هال على موقع BWF.tournamentsoftware.com (الإنجليزية)
- دارين هال على موقع BWFbadminton.com (الإنجليزية)
- دارين هال على موقع اللجنة الأولمبية الدولية (الإنجليزية)
- دارين هال على موقع أوليمبيديا (الإنجليزية)
- دارين هال على موقع اللجنة الأولمبية البريطانية (الإنجليزية)
- دارين هال على موقع اللجنة الأولمبية البريطانية (الإنجليزية)
- دارين هال على موقع اتحاد ألعاب الكومنولث (مؤرشف) (الإنجليزية)